# Opal Cliffs
Opal Cliffs és una àrea no incorporada al Comtat de Santa Cruz a l'estat de Califòrnia (Estats Units d'Amèrica).

## Demografia
Segons el cens del Opal Cliffs 2000 tenia 6.458 habitants., 2.843 habitatges, i 1.410 famílies. La densitat de població era de 3.238,2 habitants/km².
Dels 2.843 habitatges en un 24,6% hi vivien nens de menys de 18 anys, en un 33,5% hi vivien parelles casades, en un 10,7% dones solteres, i en un 50,4% no eren unitats familiars. En el 33,6% dels habitatges hi vivien persones soles el 9,4% de les quals corresponia a persones de 65 anys o més que vivien soles. El nombre mitjà de persones vivint en cada habitatge era de 2,24 i el nombre mitjà de persones que vivien en cada família era de 2,84.
Per edats la població es repartia de la següent manera: un 18,5% tenia menys de 18 anys, un 9,8% entre 18 i 24, un 36,7% entre 25 i 44, un 24,9% de 45 a 60 i un 10,1% 65 anys o més.
L'edat mediana era de 37 anys. Per cada 100 dones de 18 o més anys hi havia 102,6 homes.
La renda mediana per habitatge era de 42.673 $ i la renda mediana per família de 48.258 $. Els homes tenien una renda mediana de 43.705 $ mentre que les dones 31.729 $. La renda per capita de la població era de 29.617 $. Entorn del 8,9% de les famílies i el 14,2% de la població estaven per davall del llindar de pobresa.

## Poblacions properes
El següent diagrama mostra les poblacions més properes.